# Rod Grizzard
Rod Grizzard, né le 13 juin 1980, à Birmingham, dans l'Alabama, est un ancien joueur de basket-ball américain. Il évolue durant sa carrière au poste d'arrière. 

## Palmarès
- Champion NBA Development League 2003